# Phyllophaga meadei
Phyllophaga meadei är en skalbaggsart som beskrevs av Saylor 1940. Phyllophaga meadei ingår i släktet Phyllophaga och familjen Melolonthidae. Inga underarter finns listade i Catalogue of Life.